# Myrornas Krig
Myrornas Kirg is een album uit 1981 van de Zweedse avant-garde rockgroep Myrbein. Het album werd in eigen productie in 1000 exemplaren uitgebracht, maar in 1993 geremasterd opnieuw uitgebracht op het Zweeds onafhankelijk platenlabel Ad Perpetuam Memoriam. Het album bevat relatief korte nummers, waarvan ongeveer de helft volledig instrumentaal is. De muziekstijl vertoont elementen van bands als Samla Mammas Manna en King Crimson, waar de groep inspiratie bij haalde. De titel van de plaat betekent Mierenoorlog.

## Tracks
A-kant:
1. Intruder - 0:24
2. De Fyra Stånden - 4:36
3. G-Gosa - 2:03
4. Raus - 4:58
5. C'est Une Très Bonne Maison - 2:49
6. Bara Du - 5:05

B-kant:
1. Gånglåt Till Peson - 3:53
2. Ur Spår! - 4:36
3. Gjästsvamp - 1:09
4. Kurt På Taket - 4:50
5. Är Du Förvirrad - 4:35
6. Disco-Baby´ - 1:02

Op de cd uit 1993 verscheen als bonusnummer een nieuwe opname met een cover van het nummer Lark's tounges in aspic (part II) 6:20 van King Crimson.